# Ху Хуаньюн
Ху Хуанью́н (кит. трад. 胡煥庸, упр. 胡焕庸, пиньинь Hú Huànyōng; 20 ноября 1901, Исин, Цзянсу, Империя Цин — 30 апреля 1998, Шанхай, КНР) — китайский географ и демограф; считается основателем китайской географии населения, а также одним их провозвестников современной китайской демографии. Наиболее известен как автор линии Ху Хуаньюна. Основатель Института исследований в области народонаселения Восточно-китайского педагогического университета.

## Биография
Родился 20 ноября 1901 года в уезде Исин провинции Цзянсу в бедной семье. Рано потерял отца.
Особое внимание к изучению географии стал уделять ещё в средней школе. Позднее учился в Нанкинской Нормальной школе, где изучал литературу, историю и географию. В 1926 отправился за границу, где поступил в Парижский университет.
После возвращения в Китай в 1928 году поступил преподавателем в Национальный Центральный университет, где впоследствии также возглавил кафедру географии. Здесь он активно занялся изучением демографии, и в 1935 году опубликовал в «Географическом журнале» (кит. 地理学报) статью «Распределение населения Китая» (кит. 中国人口之分布), в которой впервые определил ставшую впоследствии знаменитой воображаемую линию, которая отражает неравномерность демографического развития страны. Предложив провести эту линию через города Айгунь на севере и Тэнчун на юге, Ху Хуаньюн обратил внимание, что к юго-востоку от неё оказалось порядка 4 000 000 км² территории государства (что составило 36 % площади Китайской Республики), в то время, как здесь проживало около 400 миллионов человек (96 % населения страны). На 2010 год, несмотря на изменение границ (к юго-востоку от линии оказалось 42,9 % территории КНР) определённое Ху распределение почти не претерпело изменений: к юго-востоку от предложенной им линии по-прежнему живёт порядка 94 % населения.
В 1953 году переехал в Шанхай и начал преподавать в Восточно-китайском Нормальном университете, где в 1957 году создал и возглавил первое в стране подразделение исследований в области народонаселения (с 1983 года — Институт исследований в области народонаселения).
В течение всей карьеры активно занимался исследованиями в области демографии и географии населения.
Скончался 30 апреля 1998 года в больнице Хуадун в Шанхае.